# Eranthis albiflora
Eranthis albiflora là một loài thực vật có hoa trong họ Mao lương. Loài này được Franch. mô tả khoa học đầu tiên năm 1885 publ. 1885.